# Virginia Slims of New England novembre 1986
Il Virginia Slims of New England del novembre 1986 è stato un torneo di tennis giocato sul cemento indoor. È stata la 2ª edizione del torneo, che fa parte del Virginia Slims World Championship Series 1986. Si è giocato a Worcester negli USA dal 3 al 9 novembre 1986.

## Campionesse

### Singolare
Martina Navrátilová ha battuto in finale  Pam Shriver con il punteggio di 6–1, 6–4

### Doppio
Martina Navrátilová /  Pam Shriver hanno battuto in finale  Claudia Kohde Kilsch /  Helena Suková con il punteggio di 6–3, 6–4